# Pelekium trachypodum
Pelekium trachypodum là một loài Rêu trong họ Thuidiaceae. Loài này được (Mitt.) Müll. Hal. mô tả khoa học đầu tiên năm 1874.